# طیاره (آشوریه)
طیار (به سریانی:ܛܝܪܐ)از اقوام باستانی و همچنین نام منطقه ای در آشوریه می باشد.این منطقه باستانی به دو بخش طیار سفلی و علیا تقسیم می شد که شامل چندین روستای آشوری بوده است.این منطقه در اطراف شهر چوکورجه ر ترکیه امروزی و در استان حکاری قرار دارد.

لباس سنتی منطقه طیار